# Госпітальна вулиця (Київ)
Госпіта́льна ву́лиця — вулиця в Печерському районі міста Києва, місцевість Черепанова гора. Пролягає від бульвару Лесі Українки до кінця забудови.
Прилучається Госпітальний провулок.

## Історія
Вулиця виникла у середині XIX століття під сучасною назвою, яку дістала від військового шпиталю (зараз це Головний військовий клінічний госпіталь МО України), що тут знаходиться з кінця XVIII століття. Раніше мала значно більшу протяжність, доходила до нинішньої вулиці Генерала Алмазова. З першої половини 1930-х до 1938 року відтинок вулиці між нинішніми вулицями Мала Шияновська й Генерала Алмазова мав назву Засарайна вулиця. На межі 1950–60-х років, під час забудови житлового масиву по бульвару Лесі Українки, Госпітальну вулицю перебудовано і скорочено. До кінця 1970-х років вулиця мала суттєву приватну малоповерхову забудову. На сьогодні на місці приватного сектору розташований готельний комплекс «Президент-готель „Київський“». У зв'язку зі зменшенням кількості будинків в нумерації спостерігається деяка плутанина.

## Пам'ятки історії та архітектури
Ну вулиці розташовані будівлі військового шпиталю, зведені у XIX столітті, частини історико-архітектурної пам'ятки «Київська фортеця» — Косий капонір та редут № 2 (буд. № 16). У будинку № 18 знаходилася Військово-фельдшерська школа.

## Установи та заклади
- Посольство Республіки Болгарія (буд. № 1).
- готель «Русь» (буд.  № 4).
- Президент-готель «Київський» (буд.  № 12).
- Головний військовий клінічний госпіталь Міністерства оборони України (буд.  № 18, 24).